# Sère-Rustaing
Pour les articles homonymes, voir Sère et Rustaing.
Sère-Rustaing est une commune française située dans le nord du département des Hautes-Pyrénées, en région Occitanie.
Sur le plan historique et culturel, la commune est dans l’ancien comté de Bigorre, comté historique des Pyrénées françaises et de Gascogne. Exposée à un climat de montagne, elle est drainée par le Bouès, la Chella et par deux autres cours d'eau. La commune possède un patrimoine naturel remarquable composé de deux zones naturelles d'intérêt écologique, faunistique et floristique.
Sère-Rustaing est une commune rurale qui compte 128 habitants en 2022, après avoir connu un pic de population de 357 habitants en 1866. Ses habitants sont appelés les Sérais ou  Séraises.

## Géographie

### Localisation
La commune de Sère-Rustaing se trouve dans le département des Hautes-Pyrénées, en région Occitanie.
Elle se situe à 18 km à vol d'oiseau de Tarbes, préfecture du département, et à 9 km de Trie-sur-Baïse, bureau centralisateur du canton des Coteaux dont dépend la commune depuis 2015 pour les élections départementales.
La commune fait en outre partie du bassin de vie de Trie-sur-Baïse.
Les communes les plus proches sont : 
Bugard (1,7 km), Lamarque-Rustaing (1,9 km), Villembits (2,6 km), Peyriguère (2,8 km), Mun (3,1 km), Orieux (3,3 km), Lustar (3,4 km), Luby-Betmont (3,7 km).
Sur le plan historique et culturel, Sère-Rustaing fait partie de l’ancien comté de Bigorre, comté historique des Pyrénées françaises et de Gascogne créé au IXe siècle puis rattaché au domaine royal en 1302, inclus ensuite au comté de Foix en 1425 puis une nouvelle fois rattaché au royaume de France en 1607. La commune est dans le pays de Tarbes et de la Haute Bigorre.

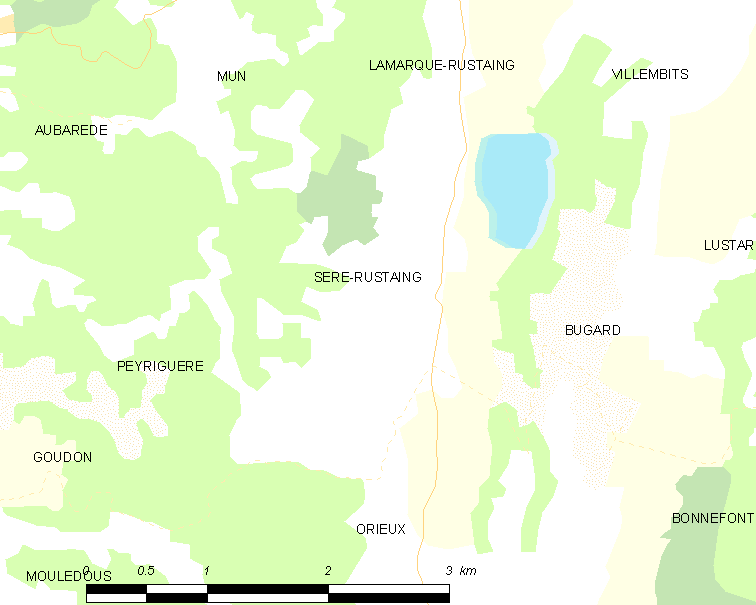
Carte de la commune de Sère-Rustaing et des proches communes.

| Mun        | Lamarque-Rustaing |        |
| Peyriguère | Sère-Rustaing     | Bugard |
|            | Orieux            |        |

### Hydrographie
La commune est dans le bassin de l'Adour, au sein du bassin hydrographique Adour-Garonne. Elle est drainée par le Bouès, la Chella, la Chelotte et par un petit cours d'eau, constituant un réseau hydrographique de 5 km de longueur totale,.
Le Bouès, d'une longueur totale de 62,5 km, prend sa source dans la commune de Burg et s'écoule vers le nord. Il traverse la commune et se jette dans l'Arros à Beaumarchés, après avoir traversé 32 communes.
La Chella, d'une longueur totale de 11,5 km, prend sa source dans la commune d'Orieux et s'écoule vers le nord puis se réoriente vers l'ouest. Elle traverse la commune et se jette dans l'Arros à Chelle-Debat, après avoir traversé 7 communes.

### Climat
Le climat qui caractérise la commune est qualifié, en 2010, de « climat des marges montargnardes », selon la typologie des climats de la France qui compte alors huit grands types de climats en métropole. En 2020, la commune ressort du type « climat de montagne » dans la classification établie par Météo-France, qui ne compte désormais, en première approche, que cinq grands types de climats en métropole. Pour ce type de climat, la température décroît rapidement en fonction de l'altitude. On observe une nébulosité minimale en hiver et maximale en été. Les vents et les précipitations varient notablement selon le lieu.
Les paramètres climatiques qui ont permis d’établir la typologie de 2010 comportent six variables pour les températures et huit pour les précipitations, dont les valeurs correspondent à la normale 1971-2000. Les sept principales variables caractérisant la commune sont présentées dans l'encadré ci-après.
| Paramètres climatiques communaux sur la période 1971-2000 - Moyenne annuelle de température : 12,3 °C - Nombre de jours avec une température inférieure à −5 °C : 3,6 j - Nombre de jours avec une température supérieure à 30 °C : 5,7 j - Amplitude thermique annuelle : 14,3 °C - Cumuls annuels de précipitation : 986 mm - Nombre de jours de précipitation en janvier : 10,1 j - Nombre de jours de précipitation en juillet : 7,3 j |

Avec le changement climatique, ces variables ont évolué. Une étude réalisée en 2014 par la Direction générale de l'Énergie et du Climat complétée par des études régionales prévoit en effet que la  température moyenne devrait croître et la pluviométrie moyenne baisser, avec toutefois de fortes variations régionales. Ces changements peuvent être constatés sur la station météorologique de Météo-France la plus proche, « Castelvieilh », sur la commune de Castelvieilh, mise en service en 1988 et qui se trouve à 8 km à vol d'oiseau,, où la température moyenne annuelle est de 13,6 °C et la hauteur de précipitations de 931,6 mm pour la période 1981-2010.
Sur la station météorologique historique la plus proche, « Tarbes-Lourdes-Pyrénées », sur la commune d'Ossun, mise en service en 1946 et à 27 km, la température moyenne annuelle évolue de 12,2 °C pour la période 1971-2000, à 12,6 °C pour 1981-2010, puis à 12,9 °C pour 1991-2020.

### Milieux naturels et biodiversité
L’inventaire des zones naturelles d'intérêt écologique, faunistique et floristique (ZNIEFF) a pour objectif de réaliser une couverture des zones les plus intéressantes sur le plan écologique, essentiellement dans la perspective d’améliorer la connaissance du patrimoine naturel national et de fournir aux différents décideurs un outil d’aide à la prise en compte de l’environnement dans l’aménagement du territoire.
Une ZNIEFF de type 1 est recensée sur la commune :
le « cours amont du Bouès » (162 ha), couvrant 9 communes du département et une ZNIEFF de type 2, : 
les « coteaux de Capvern à Betplan » (10 246 ha), couvrant 46 communes dont huit dans le Gers et 38 dans les Hautes-Pyrénées.

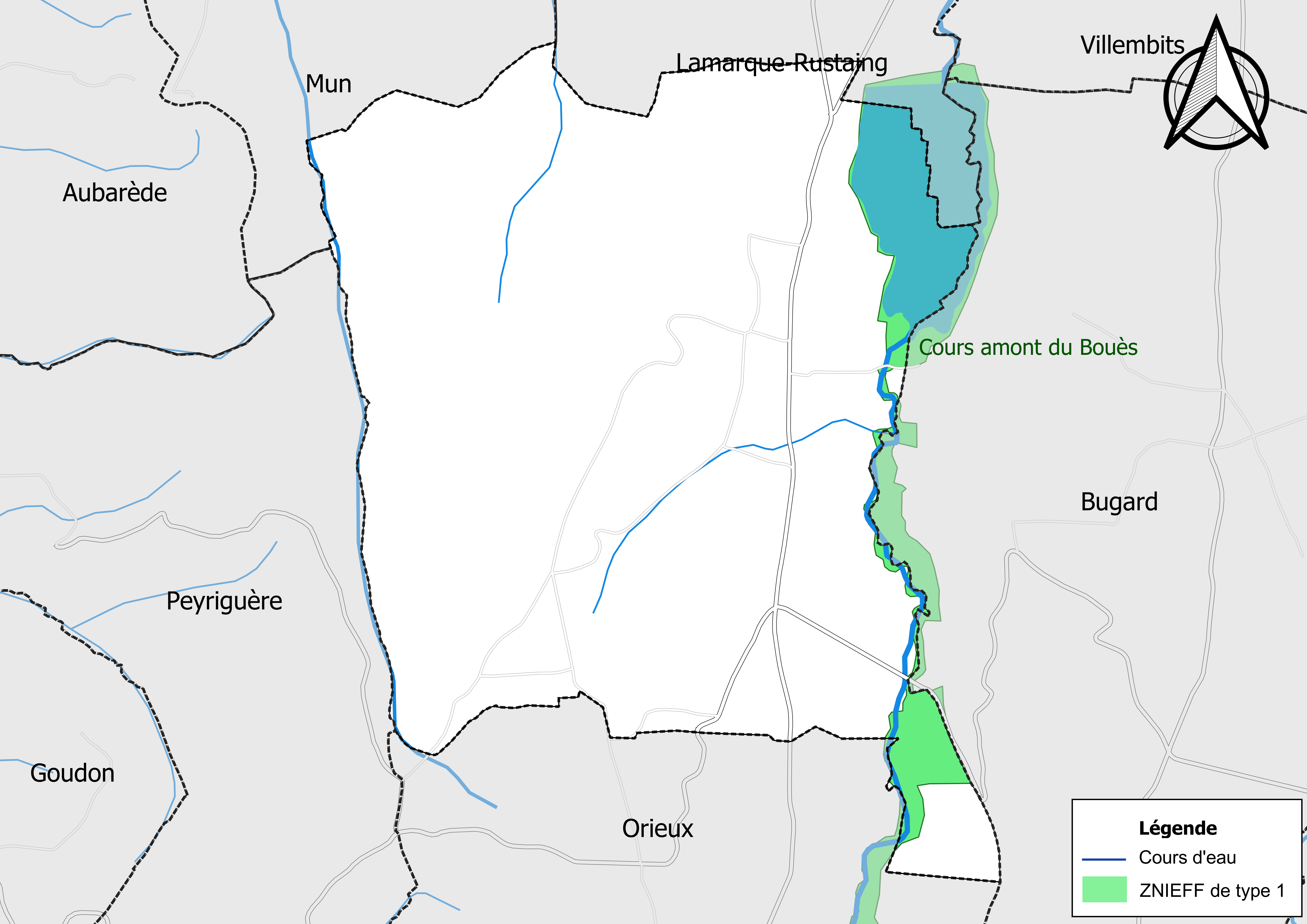
Carte de la ZNIEFF de type 1 sur la commune.
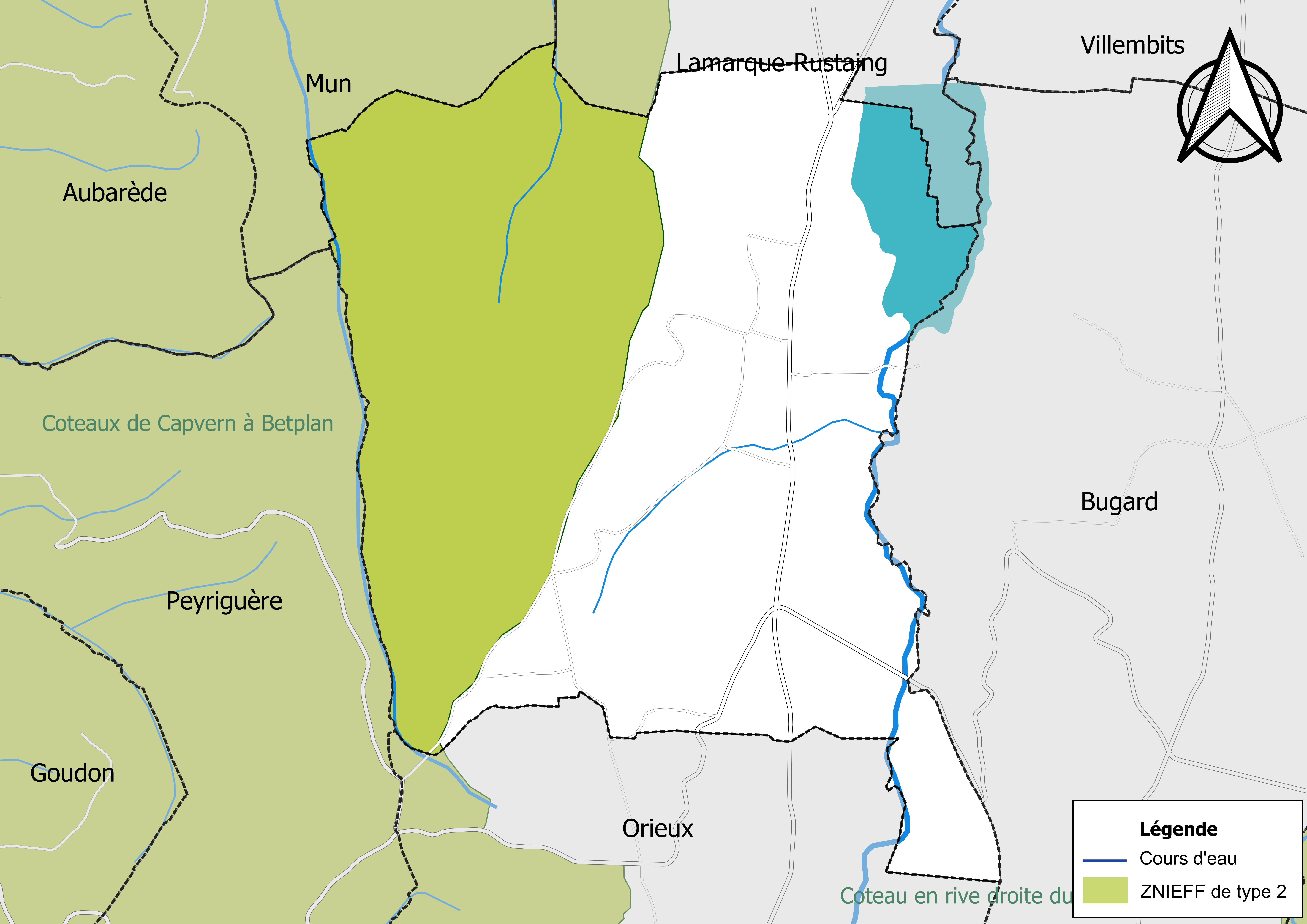
Carte de la ZNIEFF de type 2 sur la commune.

## Urbanisme

### Typologie
Au 1er janvier 2024, Sère-Rustaing est catégorisée commune rurale à habitat très dispersé, selon la nouvelle grille communale de densité à sept niveaux définie par l'Insee en 2022.
Elle est située hors unité urbaine et hors attraction des villes,.

### Occupation des sols
L'occupation des sols de la commune, telle qu'elle ressort de la base de données européenne d’occupation biophysique des sols Corine Land Cover (CLC), est marquée par l'importance des territoires agricoles (68,6 % en 2018), en diminution par rapport à 1990 (72,8 %). La répartition détaillée en 2018 est la suivante : 
zones agricoles hétérogènes (46,9 %), forêts (27,2 %), terres arables (15,1 %), prairies (6,6 %), eaux continentales (4,3 %).
L'IGN met par ailleurs à disposition un outil en ligne permettant de comparer l’évolution dans le temps de l’occupation des sols de la commune (ou de territoires à des échelles différentes). Plusieurs époques sont accessibles sous forme de cartes ou photos aériennes : la carte de Cassini (XVIIIe siècle), la carte d'état-major (1820-1866) et la période actuelle (1950 à aujourd'hui).

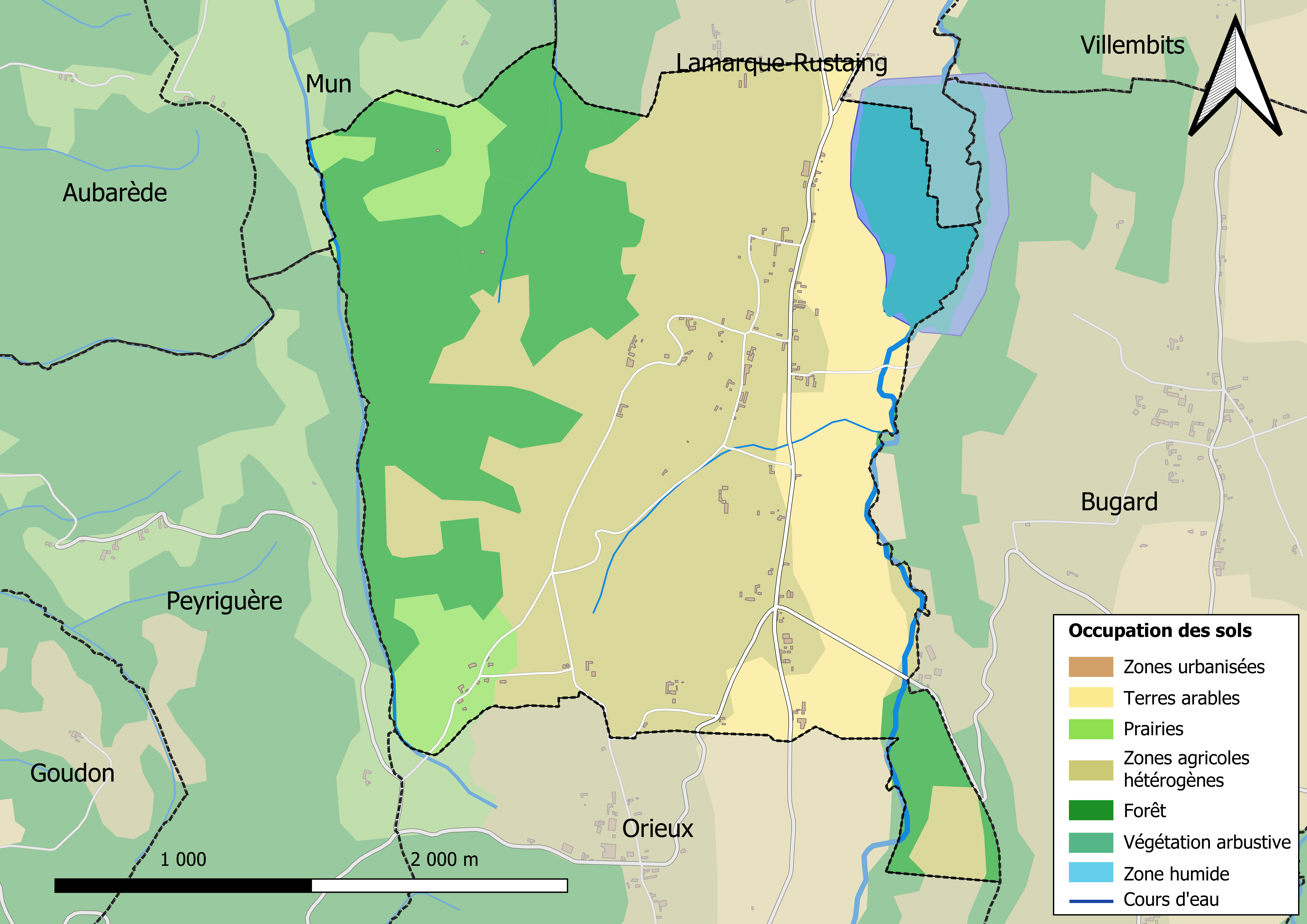
Carte des infrastructures et de l'occupation des sols en 2018 (CLC) de la commune.
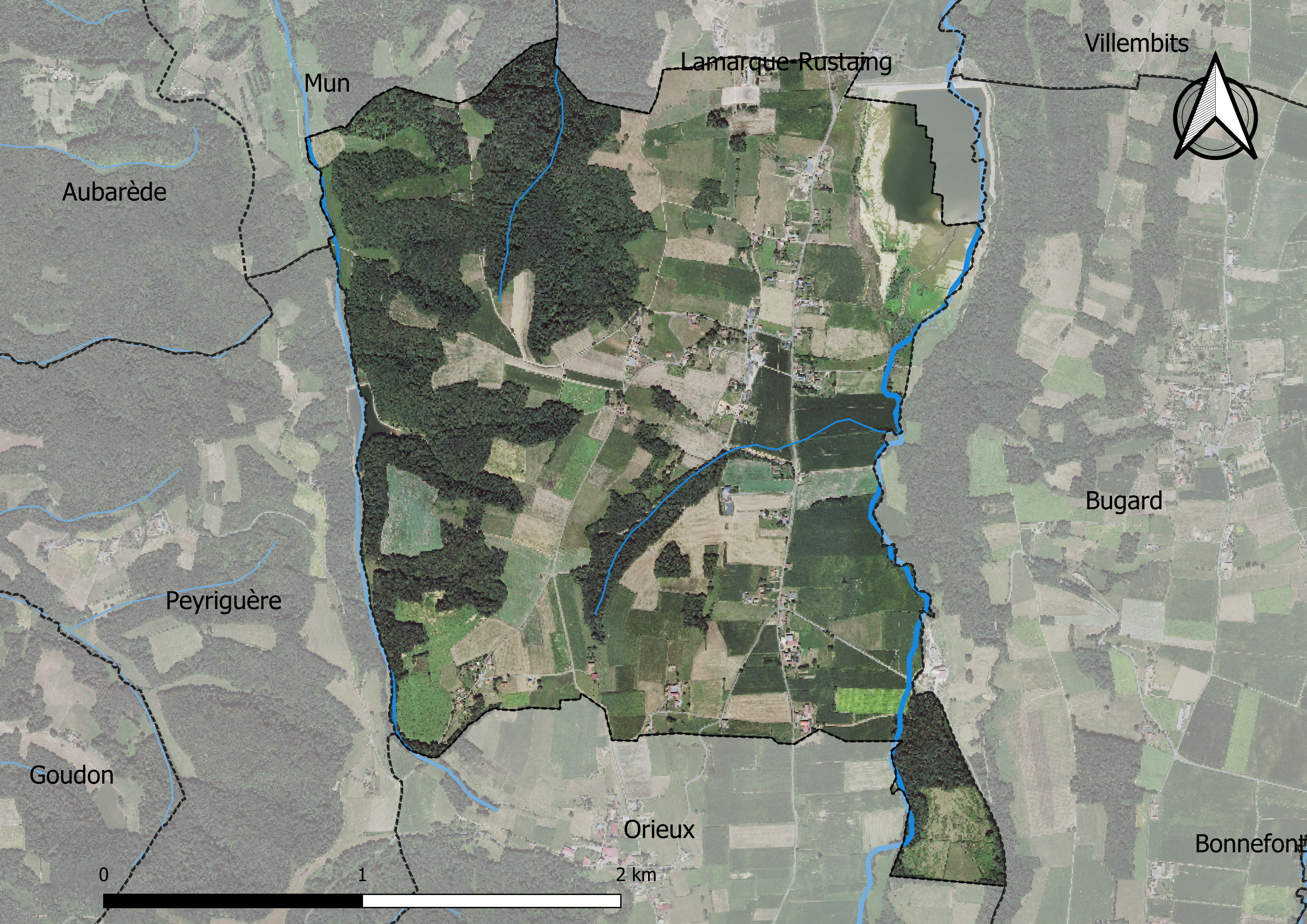
Carte orthophotogrammétrique de la commune.

### Logement
En 2012, le nombre total de logements dans la commune est de 54.

Parmi ces logements, 80,8 % sont des résidences principales, 19,2 % des résidences secondaires et 0,0 % des logements vacants.

### Voies de communication et transports
Cette commune est desservie par les routes départementales D 11 et D 21.

### Risques majeurs
Le territoire de la commune de Sère-Rustaing est vulnérable à différents aléas naturels : météorologiques (tempête, orage, neige, grand froid, canicule ou sécheresse), inondations, mouvements de terrains et séisme (sismicité modérée). Un site publié par le BRGM permet d'évaluer simplement et rapidement les risques d'un bien localisé soit par son adresse soit par le numéro de sa parcelle.
Certaines parties du territoire communal sont susceptibles d’être affectées par le risque d’inondation par débordement de cours d'eau, notamment le Bouès et la Chella. La cartographie des zones inondables en ex-Midi-Pyrénées réalisée dans le cadre du XIe Contrat de plan État-région, visant à informer les citoyens et les décideurs sur le risque d’inondation, est accessible sur le site de la DREAL Occitanie. La commune a été reconnue en état de catastrophe naturelle au titre des dommages causés par les inondations et coulées de boue survenues en 1982, 1999 et 2009,.
Sère-Rustaing est exposée au risque de feu de forêt. Un plan départemental de protection des forêts contre les incendies a été approuvé par arrêté préfectoral le 21 avril 2020 pour la période 2020-2029. Le précédent couvrait la période 2007-2017. L’emploi du feu est régi par deux types de réglementations. D’abord le code forestier et l’arrêté préfectoral du 27 octobre 2014, qui réglementent l’emploi du feu à moins de 200 m des espaces naturels combustibles sur l’ensemble du département. Ensuite celle établie dans le cadre de la lutte contre la pollution de l’air, qui interdit le brûlage des déchets verts des particuliers. L’écobuage est quant à lui réglementé dans le cadre de commissions locales d’écobuage (CLE)

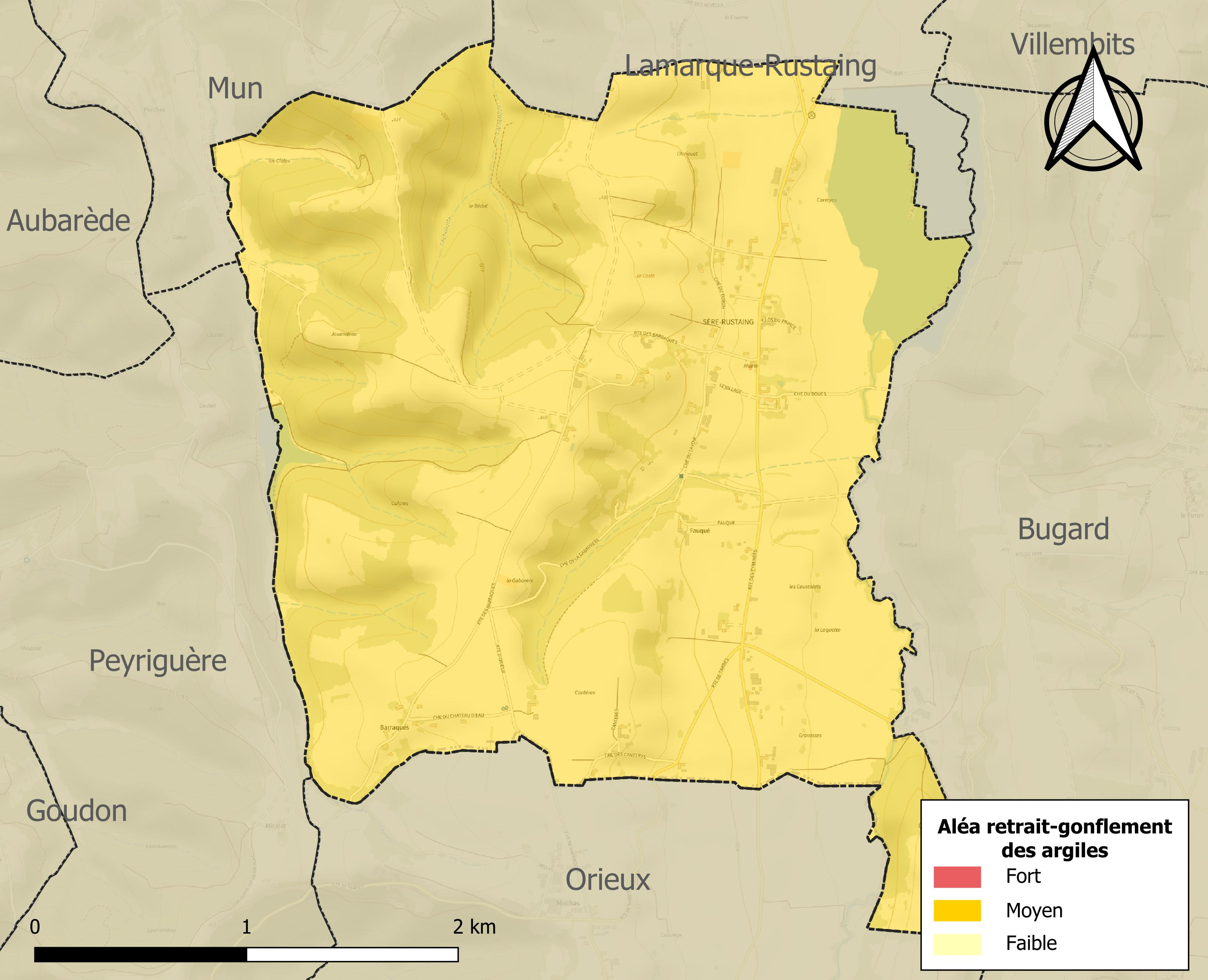
Carte des zones d'aléa retrait-gonflement des sols argileux de Sère-Rustaing.

Les mouvements de terrains susceptibles de se produire sur la commune sont des tassements différentiels.
Le retrait-gonflement des sols argileux est susceptible d'engendrer des dommages importants aux bâtiments en cas d’alternance de périodes de sécheresse et de pluie. La totalité de la commune est en aléa moyen ou fort (44,5 % au niveau départemental et 48,5 % au niveau national). Sur les 56 bâtiments dénombrés sur la commune en 2019, 56 sont en aléa moyen ou fort, soit 100 %, à comparer aux 75 % au niveau départemental et 54 % au niveau national. Une cartographie de l'exposition du territoire national au retrait gonflement des sols argileux est disponible sur le site du BRGM,.
Par ailleurs, afin de mieux appréhender le risque d’affaissement de terrain, l'inventaire national des cavités souterraines permet de localiser celles situées sur la commune.
Concernant les mouvements de terrains, la commune a été reconnue en état de catastrophe naturelle au titre des dommages causés par la sécheresse en 1989 et par des mouvements de terrain en 1999.

## Toponymie

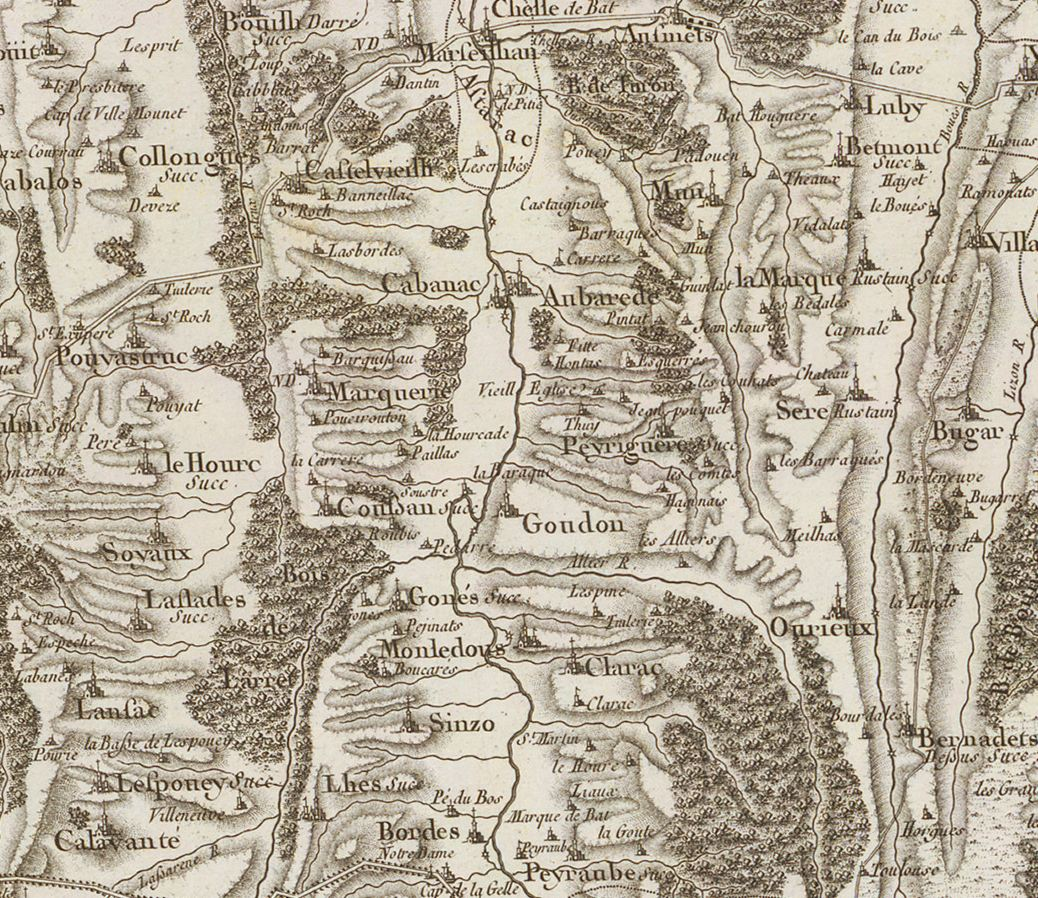
Extrait de la carte de Cassini (entre 1756 et 1789) situant Sère-Rustaing à l'est de Pouyastruc.

Le toponyme est attesté sous les formes anciennes :
- De Sera (1313, Debita regi Navarre ; 1342, pouillé de Tarbes) ;
- De Serra (1379, procuration Tarbes) ;
- Sere (1429, censier de Bigorre) ;
- Sére en Rustain (1773, registres paroissiaux) ;
- Sere (1790, Département 1 et 2) ;
- Sere-Rustain (fin XVIIIe siècle, carte de Cassini) ;
- Sère-Rustan (1806, Laboulinière).

Étymologie :
Sère transcrit le gascon cèra, qui vient du latin cella 'cellier' avec le sens d'ermitage, petit monastère.
Rustaing réfère à la région naturelle d'Arroustang. Noter l'élision du Ar- initial analysé à tort comme prothétique.
Nom occitan : Cèra d'Arrostanh.

## Histoire

### Cadastre napoléonien de Sère-Rustaing
Le plan cadastral napoléonien de Sère-Rustaing est consultable sur le site des archives départementales des Hautes-Pyrénées.

## Politique et administration

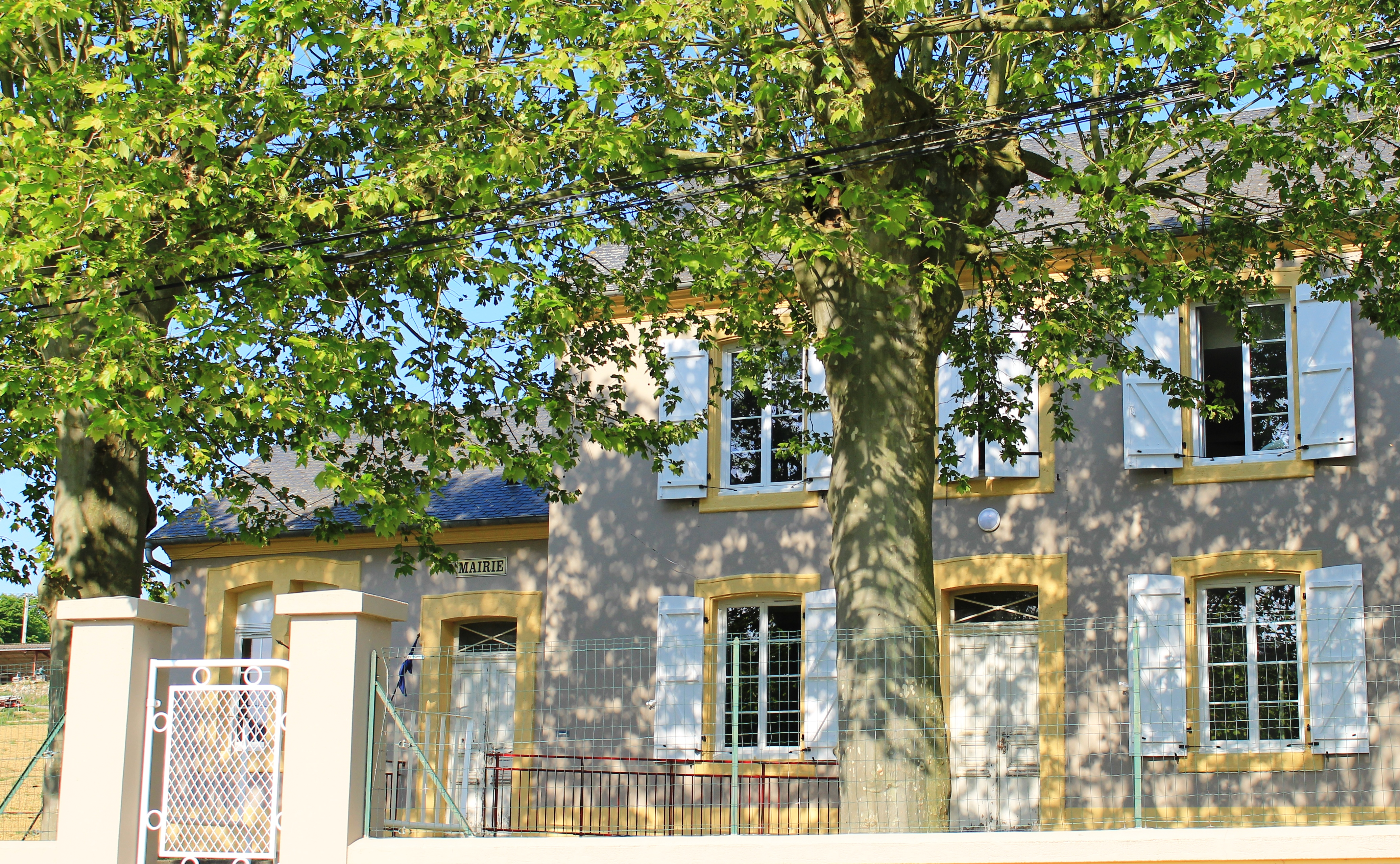
La mairie en 2021.

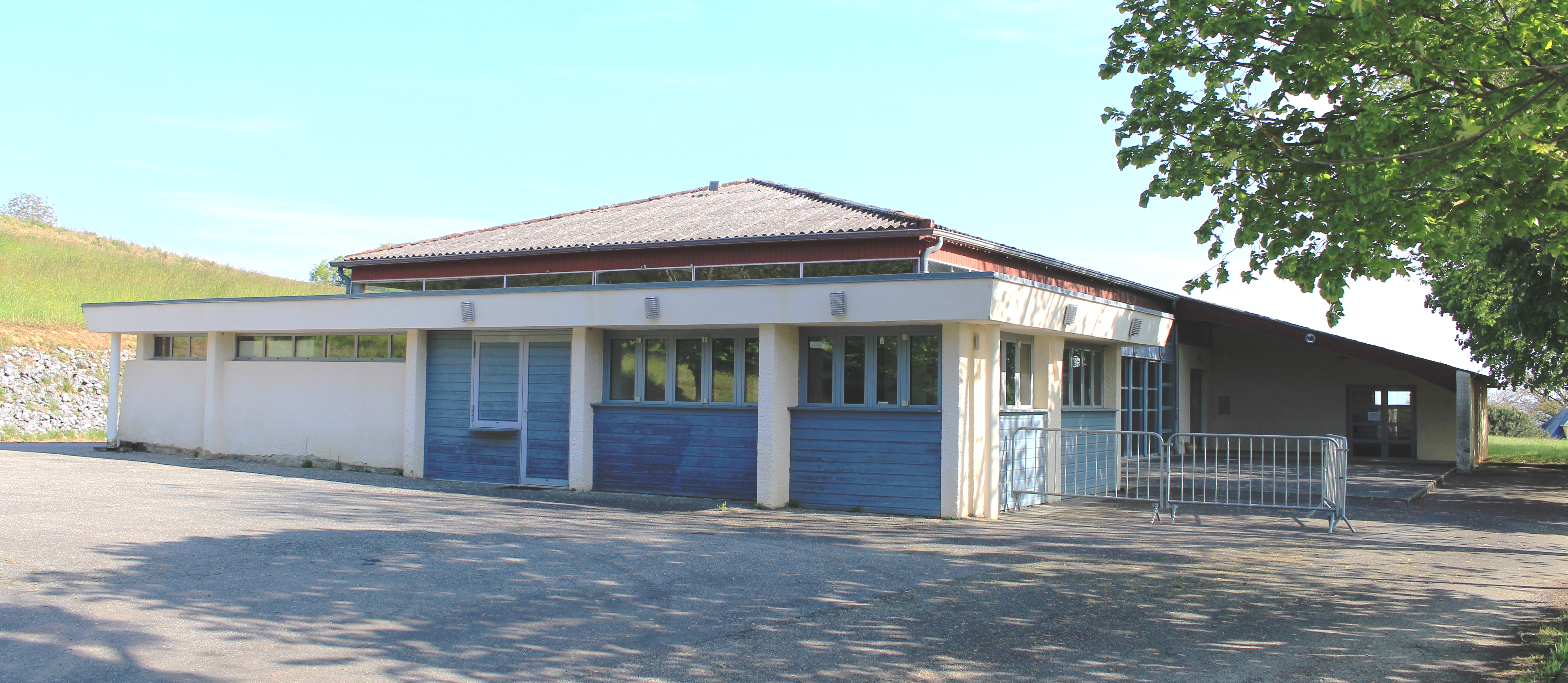
Le foyer rural en 2021.

### Liste des maires
| Période                                  | Période   | Identité              | Étiquette | Qualité |
| ---------------------------------------- | --------- | --------------------- | --------- | ------- |
| Les données manquantes sont à compléter. |           |                       |           |         |
|                                          |           |                       |           |         |
| 1985                                     | 1988      | Pierre Forgues        | PS        | député  |
| mars 2001                                | mars 2020 | Jean Baptiste Chuburu |           |         |
| mars 2020                                | En cours  | Régine Fourcaud       |           |         |

### Rattachements administratifs et électoraux

#### Historique administratif
Pays et sénéchaussée de Bigorre, quarteron de Rabastens, canton de Tournay, d'Aubarède (1790), de Trie (depuis 1801).

#### Intercommunalité
Sère-Rustaing appartient à la communauté de communes du Pays de Trie et du Magnoac créée en janvier 2017 et qui réunit 50 communes.

## Population et société

### Démographie

#### Évolution démographique
| 1793 | 1800 | 1806 | 1821 | 1831 | 1836 | 1841 | 1846 | 1851 |
| ---- | ---- | ---- | ---- | ---- | ---- | ---- | ---- | ---- |
| 192  | 203  | 241  | 321  | 327  | 349  | 320  | 348  | 323  |

| 1856 | 1861 | 1866 | 1876 | 1881 | 1886 | 1891 | 1896 | 1901 |
| ---- | ---- | ---- | ---- | ---- | ---- | ---- | ---- | ---- |
| 334  | 334  | 357  | 338  | 327  | 317  | 294  | 311  | 304  |

| 1906 | 1911 | 1921 | 1926 | 1931 | 1936 | 1946 | 1954 | 1962 |
| ---- | ---- | ---- | ---- | ---- | ---- | ---- | ---- | ---- |
| 263  | 235  | 202  | 195  | 183  | 167  | 148  | 133  | 135  |

| 1968 | 1975 | 1982 | 1990 | 1999 | 2005 | 2006 | 2010 | 2015 |
| ---- | ---- | ---- | ---- | ---- | ---- | ---- | ---- | ---- |
| 103  | 107  | 106  | 112  | 111  | 124  | 124  | 132  | 131  |

| 2020 | 2022 | - | - | - | - | - | - | - |
| ---- | ---- | - | - | - | - | - | - | - |
| 133  | 128  | - | - | - | - | - | - | - |

### Enseignement
La commune dépend de l'académie de Toulouse. Elle dispose d’une école en 2017.
- École élémentaire.

## Économie

### Emploi
|                | 2008  | 2013  | 2018  |
| -------------- | ----- | ----- | ----- |
| Commune        | 6 %   | 3,5 % | 3,5 % |
| Département    | 7,7 % | 9,4 % | 9,8 % |
| France entière | 8,3 % | 10 %  | 10 %  |

En 2018, la population âgée de 15 à 64 ans s'élève à 83 personnes, parmi lesquelles on compte 74,6 % d'actifs (71,1 % ayant un emploi et 3,5 % de chômeurs) et 25,4 % d'inactifs,. Depuis 2008, le taux de chômage communal (au sens du recensement) des 15-64 ans est inférieur à celui de la France et du département.
La commune est hors attraction des villes,. Elle compte 28 emplois en 2018, contre 37 en 2013 et 25 en 2008. Le nombre d'actifs ayant un emploi résidant dans la commune est de 60, soit un indicateur de concentration d'emploi de 47,1 % et un taux d'activité parmi les 15 ans ou plus de 57,1 %.
Sur ces 60 actifs de 15 ans ou plus ayant un emploi, 18 travaillent dans la commune, soit 31 % des habitants. Pour se rendre au travail, 74,2 % des habitants utilisent un véhicule personnel ou de fonction à quatre roues, 8,1 % s'y rendent en deux-roues, à vélo ou à pied et 17,8 % n'ont pas besoin de transport (travail au domicile).

## Culture locale et patrimoine

### Lieux et monuments

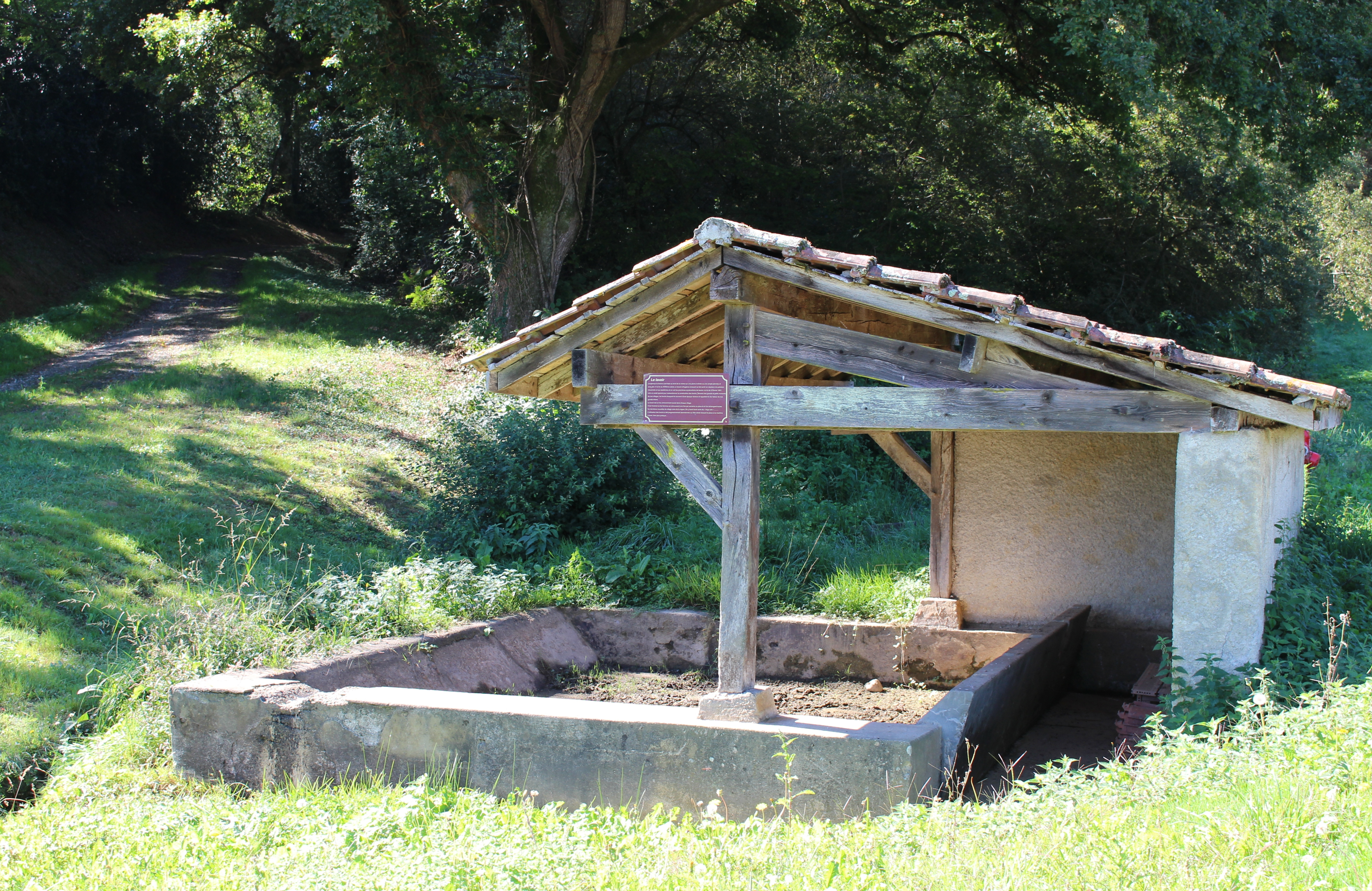
Le lavoir en 2016.

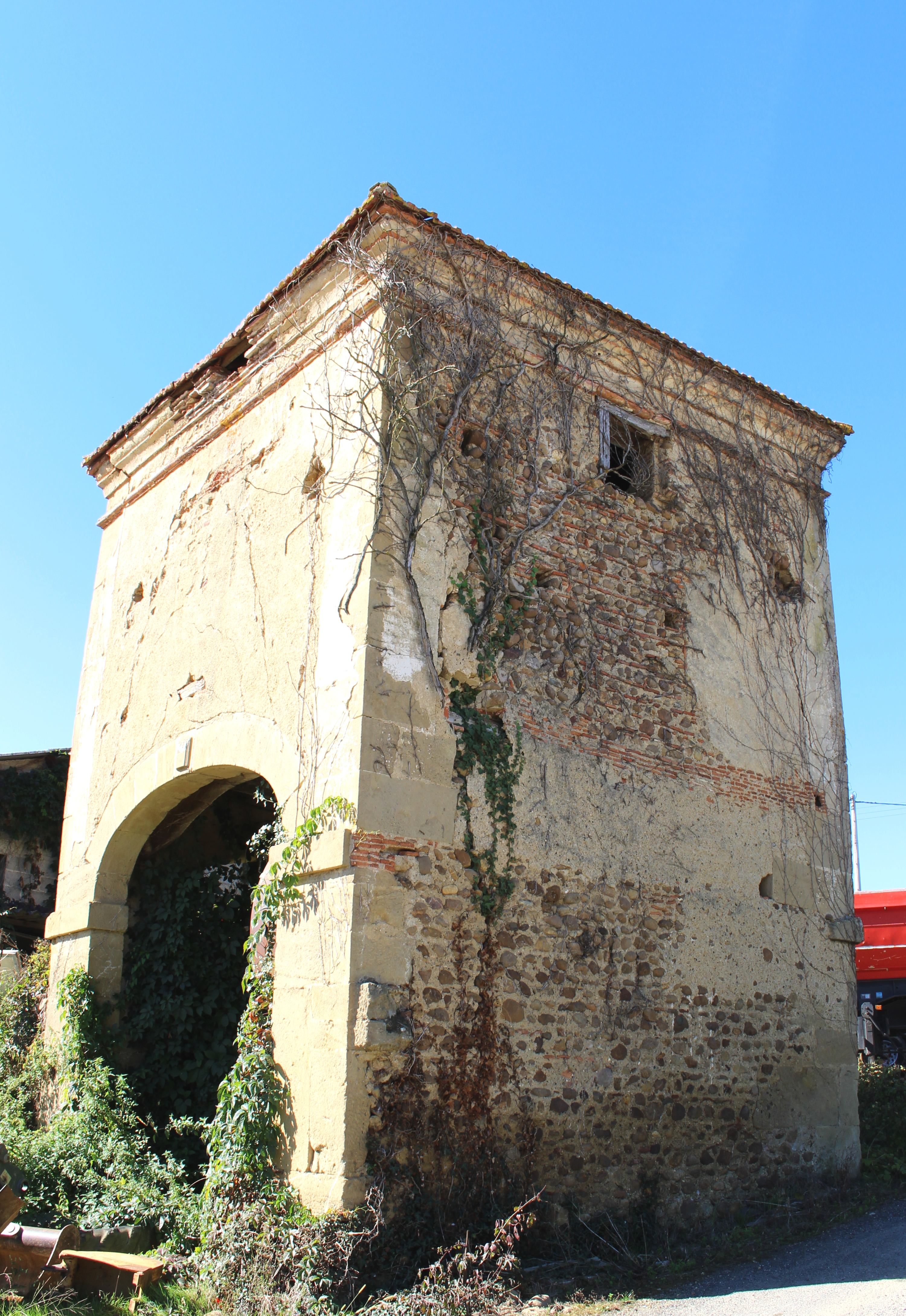
Le pigeonnier.

- Église Saint-Barthélemy de Sère-Rustaing.
- Lavoir.

Sélection de vues de l'église Saint-Barthélemy en 2016.
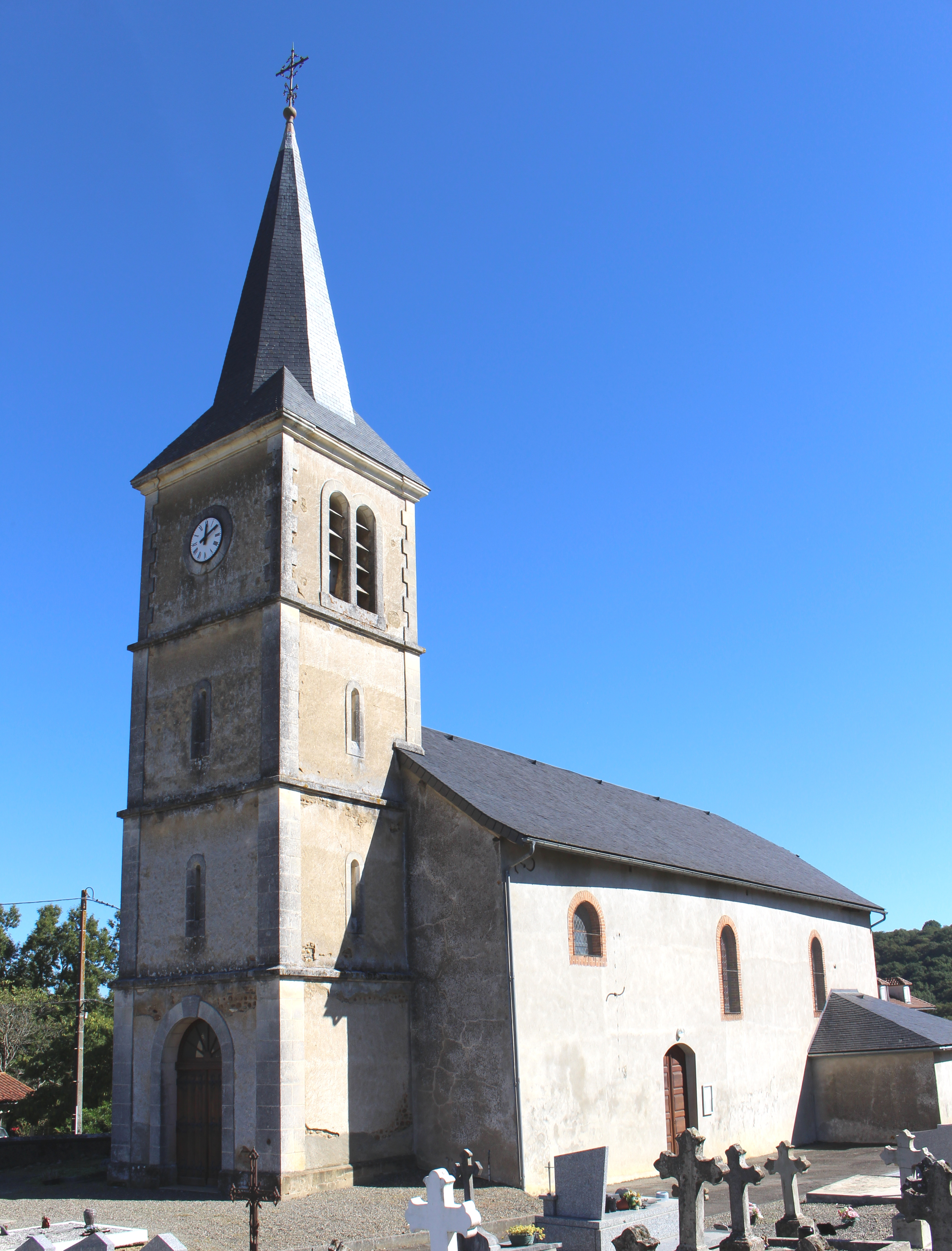
L'Église.
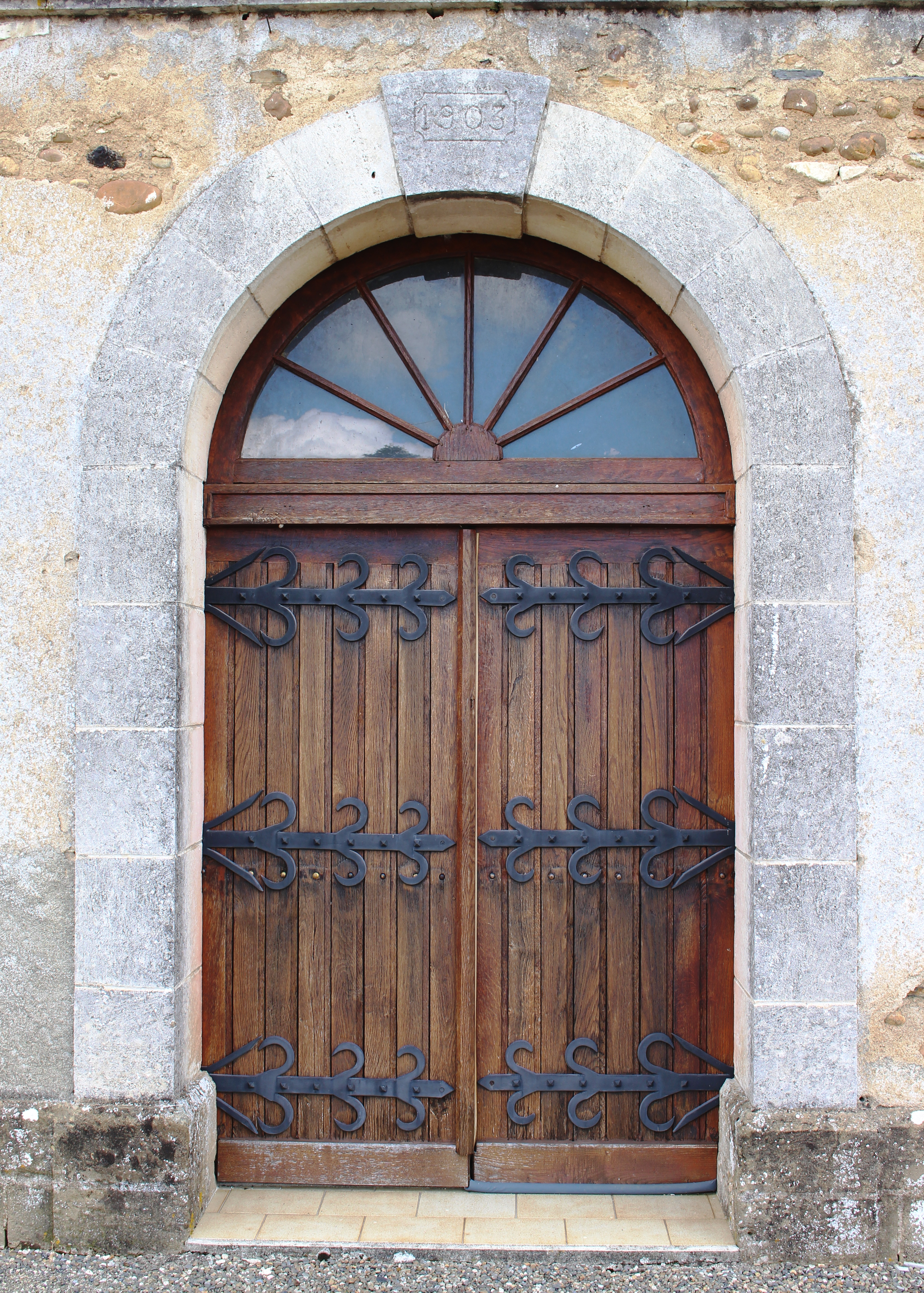
L'entrée.
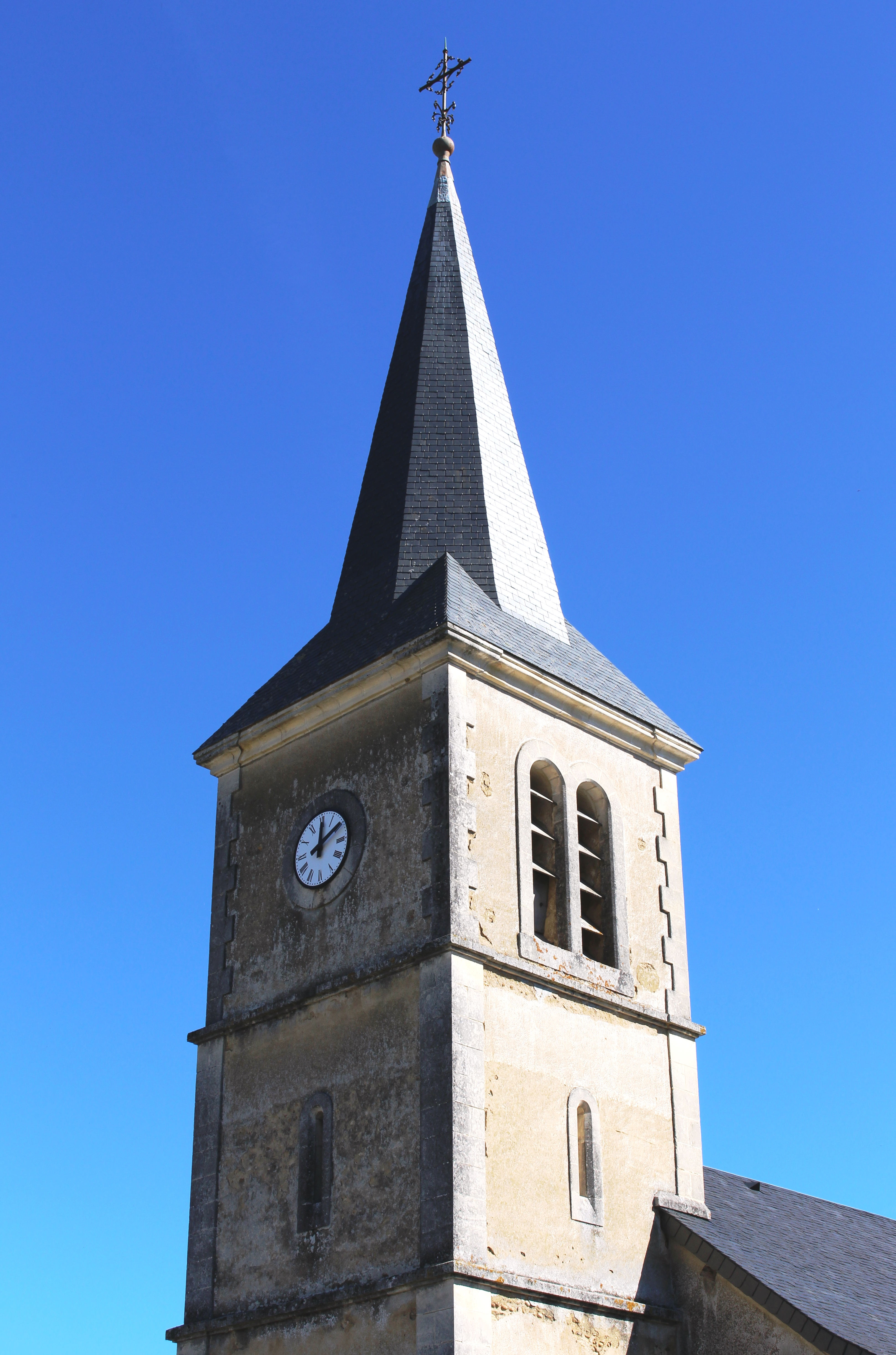
Le clocher.

Sélection de vues diverses
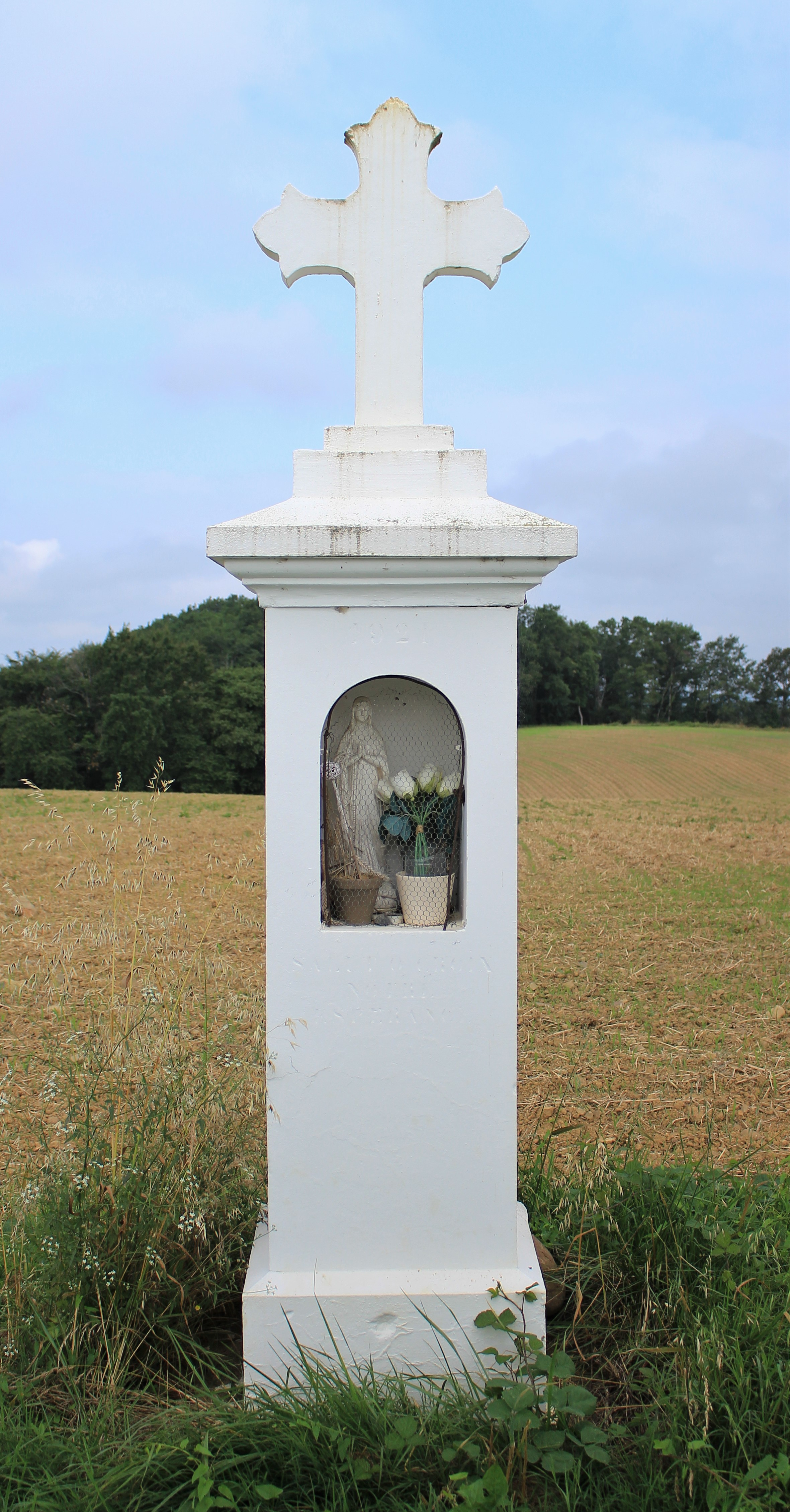
L'oratoire.
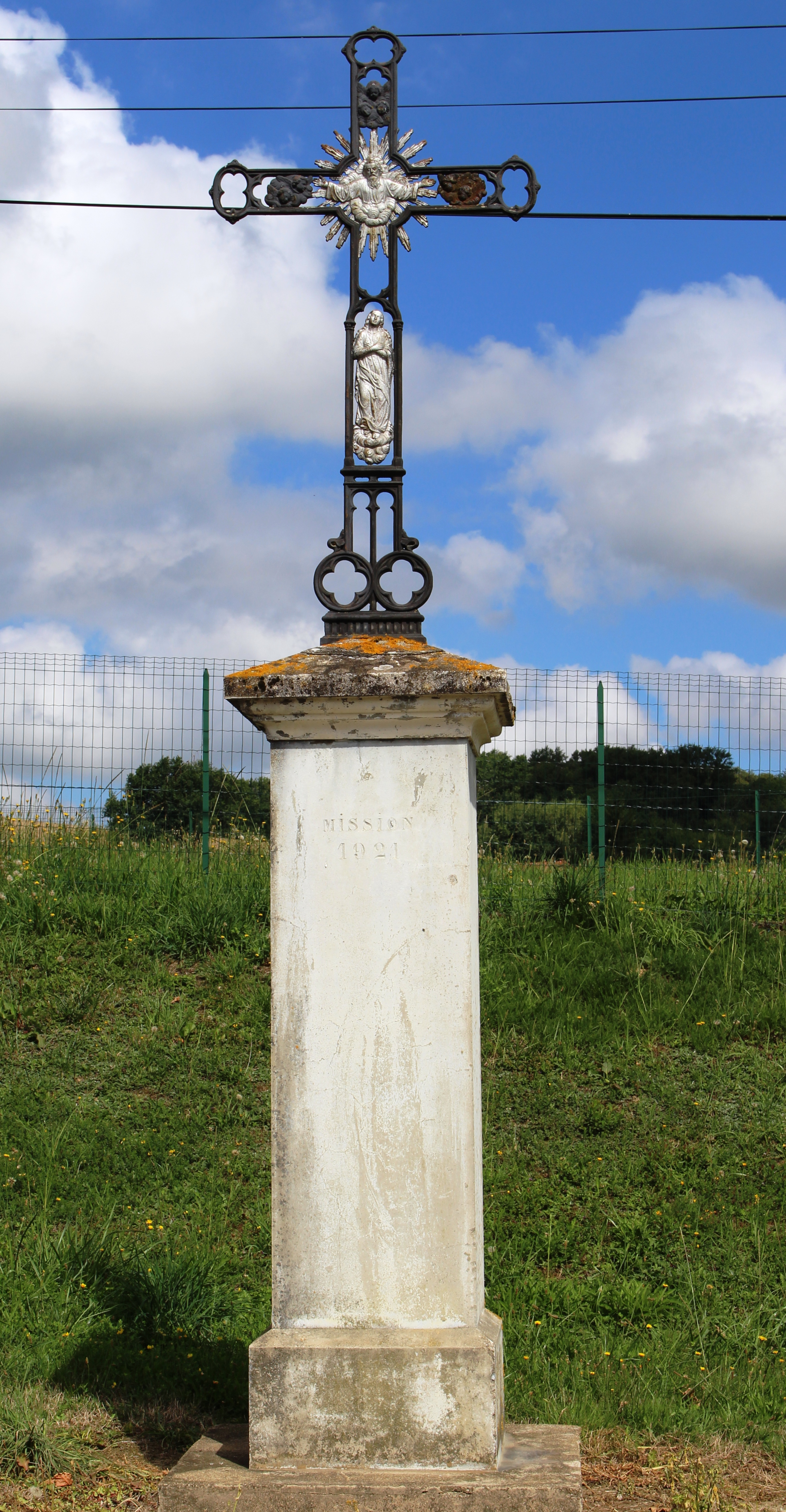
Une croix.
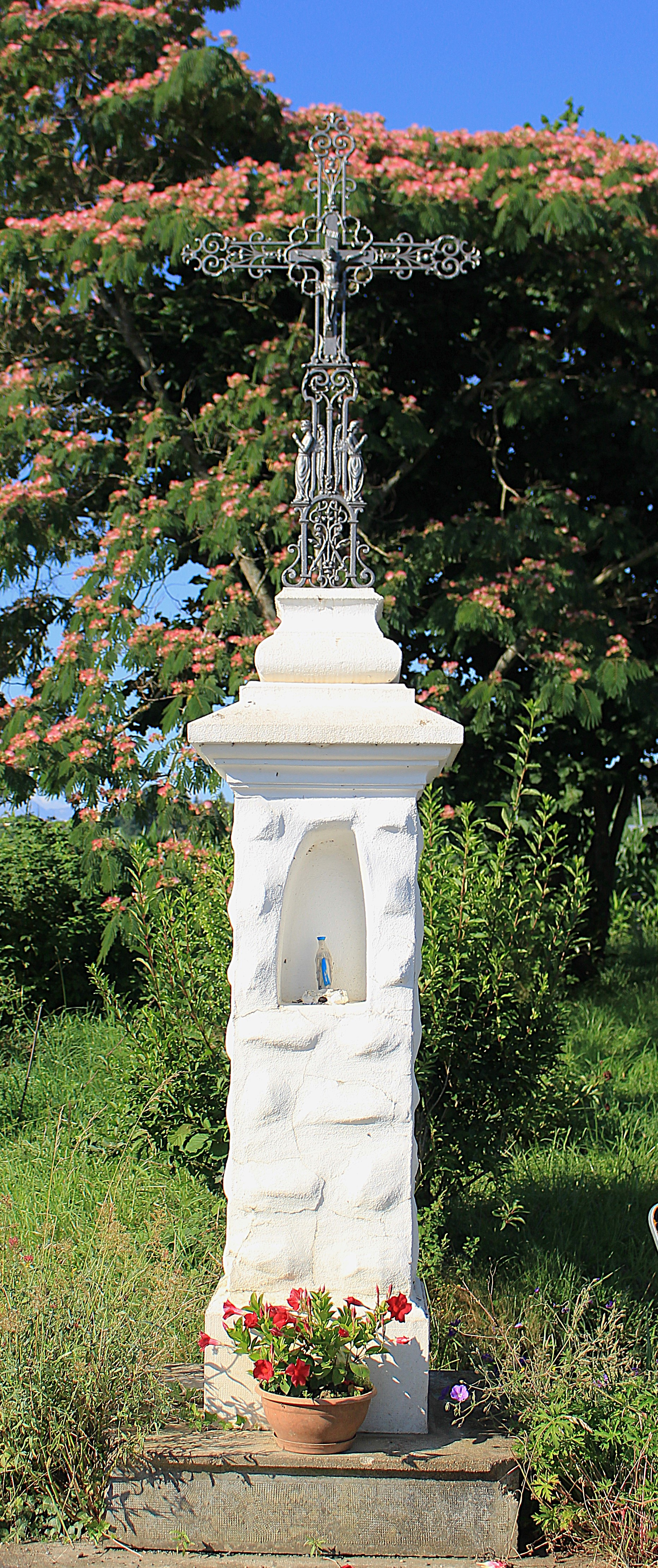
Une croix.

### Héraldique
| Blason | Blasonnement : D'azur à la croix latine d'argent posée sur un mont cousu de sinople et surmonté d'un soleil d'or. Commentaires : Ce blason est officiel (vérifié auprès de la mairie). |